# Пјаца дел Пополо
Пјаца дел Пополо је велики градски трг у Риму. Име на савременом италијанском дословно значи „Народни трг“, али историјски потиче од топола (populus на латинском, pioppo на италијанском) по којима је црква Санта Марија дел Пополо, у североисточном углу трга, добила име.
Пјаца се налази унутар северне капије у оквиру Аурелијановог зида, некада званом Порта Фламинија у старом Риму, а сада се зове Порта дел Пополо. Ово је била почетна тачка Виа Фламиније, пута за Ариминум (данашњи Римини) и најважније руте ка северу. У исто време, пре доба железнице, путнику је то био први поглед на Рим по доласку. Вековима је Пјаца дел Пополо била место за јавна погубљења, од којих је последње одржано 1826.

## Валадијеров дизајн
Распоред данашњег трга је у неокласичном стилу између 1811. и 1822. године дизајнирао архитекта Ђузепе Валадијер. Уклонио је скромну фонтану Ђакома Дела Порте, подигнуту 1572, и срушио неке безначајне зграде да би формирао два полукруга, који подсећају на Бернинијев план за Трг Светог Петра, замењујући првобитни скучени трапезоидни трг са средиштем на Виа Фламиниа.
Валадијерова Пјаца дел Пополо је, међутим, укључила зеленило дрвећа као суштински елемент; изградио је авенију која води до балустрадног погледа са узвишења Пинчио.
Египатски обелиск Сетија I (касније га је подигао Рамзес II) из Хелиополиса стоји у центру Пјаце. Три стране обелиска су исклесане током владавине Сетија I, а четврта, под Рамзесом II. Обелиск, познат као Фламинио обелиск или Пополо обелиск, други је најстарији и један од највиших обелиска у Риму (око 24 м висине, или 36 м укључујући постоље). Обелиск је донет у Рим у 1. веку пре Христа по налогу Августа и првобитно постављен у Циркусу Максимусу. Поново га је овде на тргу подигао архитекта-инжењер Доменико Фонтана 1589. године као део урбанистичког плана папе Сикста V. На тргу је раније била и централна фонтана, која је премештена на Пјацу Никозија 1818. године, када су фонтане, у облику лавова у египатском стилу, додате око основе обелиска.
Гледано са севера, три улице се гранају од трга у град, формирајући такозвани „трозубац“ (il Tridente): Виа дел Корсо у центру; Виа дел Бабуино са леве стране (отворена 1525. као Виа Паолина) и Виа ди Рипета (отворена од стране папе Лава X 1518. као Виа Леонина) са десне стране. Цркве близнакиње, Санта Марија деи Мираколи (1681) и Санта Мариа ин Монтесанто (1679), које је започео Карло Раиналди, а довршили Бернини и Карло Фонтана, дефинишу раскрснице путева. Помно испитивање цркава близнакиња открива да оне нису само копије једне друге, као што су биле у неокласичном пројекту, већ се разликују у својим детаљима, нудећи разноликост унутар своје симетричне равнотеже на барокни начин.
Централна улица, сада позната као Виа дел Корсо, била је древна Виа Лата, а на северу се повезује са древним римским путем, Виа Фламиниа, иза градских капија и на југ, до Пјаце Венеција, Капитола и форума. Виа ди Рипета води поред Августовог маузолеја до реке Тибар, где се налазило барокно пристаниште на обали реке звано Порто ди Рипета све док није уништено крајем 19. века. Виа дел Бабуино („павијан“), која се повезује са Шпанским тргом, добила је име по гротескној скулптури Силена која је добила популарно име „Павијан“.
Северно од трга налази се Порта дел Пополо, иза које се налази Пјацале Фламинио и почетак Виа Фламиниа. Бернини је прерадио капију да би добила свој садашњи изглед за папу Александра VII 1655. године, како би пожелео добродошлицу шведској краљици Кристини у Риму након њене абдикације и преласка у римокатолицизам.
У свом урбанистичком пројекту, Валадијер је конструисао одговарајуће палате које пружају оквир за сценографију цркава близнакиња и чине два угла његове композиције. Поставио је трећу палату насупрот њих и ускладио са ниском структуром базилике Санта Мариа дел Пополо, са њеном фином раноренесансном фасадом, заједно чинећи два северна угла. 

### Фонтане
Вода аквадукта завршеног 1820-их пружила је прилику за фонтане и њихове базене који су нудили уобичајено јавно снабдевање водом за урбани округ. Још од ренесансе такве  фонтане су биле и повод за велики водени шоу који се у Риму зове мостра. „Оно што фонтану чини мостром није суштински њена величина или сјај, већ њена специфична ознака као фонтане која је јавни споменик целокупном достигнућу аквадукта." Валадијер је планирао фонтане у горњем слоју падине Пинчио, али оне нису изведене, делом због недостатка воде.
Фонтане Ђованија Чекаринија (1822–1823), са одговарајућим композицијама централне фигуре окружене двема пратећим фигурама, стоје са сваке стране трга на истоку и западу, окружене неокласичним статуама Годишњих доба (1828). Нептунова фонтана стоји на западној страни, представља Нептуна са својим трозупцем уз два тритона. Фонтана Рома између Тибра и Анијене на источној страни, насупрот стрмој падини Пинчио, представља крајњу мостру аквадукта. Богиња Рома наоружана је копљем и шлемом, а испред је вучица која храни Ромула и Рема.
У центру трга је Фонтана обелиск: група од четири мини фонтане, од којих свака садржи лава на степенастом постољу и окружује обелиск.

## Урбанизација у три димензије
Валадијеров мајсторски потез био је у повезивању трга са узвишењем Пинчио, који је гледао на простор са истока. 
Пре рестаурације и претварања у пешачку зону 1997–1998, Пјаца дел Пополо је често била загушена саобраћајем и паркираним аутомобилима.